# Karamchand Uttamchand Gandhi
Karamchand Uttamchand Gandhi, né en 1822 et mort le 16 novembre 1885, également connu sous le nom de Kaba Gandhi, est un personnage politique indien de Porbandar. Il a servi en tant que diwan (en) des principautés de Porbandar, de Rajkot et de Wankaner. Il est le père du Mahatma Gandhi.

## Biographie
La famille Gandhi est originaire du village de Kutiana, dans l’État de Junagadh. À la fin du XVIIe siècle ou au début du XVIIIe siècle, Lalji Gandhi s'installe à Porbandar et entre au service de son dirigeant, le rânâ. Des générations successives de la famille ont été fonctionnaires dans l'administration de l'État avant qu'Uttamchand, le père de Karamchand, ne soit devenu diwan au début du XIXe siècle sous le régime du rânâ de Porbandar, Khimojiraji. En 1831, Rana Khimojiraji mourut subitement et son fils unique de 12 ans, Vikmatji lui succéda. En conséquence, la veuve de Rana Khimojirajji, Rani Rupaliba, est devenue régente pour son fils. Elle s'est rapidement retrouvée avec Uttamchand et l'a forcé à retourner dans son village ancestral à Junagadh. À Junagadh, Uttamchand a comparu devant son nawab et l'a salué de la main gauche au lieu de la main droite, en lui répliquant que sa main droite avait été promise au service de Porbandar. En 1841, Vikmatji a assumé le trône et a réintégré Uttamchand en tant que diwan.
Karamchand avait très peu d'éducation formelle, mais ses connaissances et son expérience faisaient de lui un bon administrateur. On a dit qu'il était gentil et généreux, mais aussi qu'il pouvait parfois être de mauvaise humeur.
Comme son père, Uttamchand Gandhi, Karamchand était devenu fonctionnaire de la cour ou premier ministre du prince régnant local de Porbandar. Les tâches de Karamchand consistaient notamment à conseiller la famille royale de Porbandar et à embaucher d'autres responsables gouvernementaux.
Karamchand n'avait pas d'éducation formelle. Il a appris de l'expérience en regardant son père travailler et assister à des cérémonies religieuses. Il y avait cependant des domaines dans lesquels il n'avait jamais acquis beaucoup de connaissances, y compris la géographie et l'histoire. Néanmoins, Karamchand a excellé en tant que ministre en chef à Porbandar.
En dépit du succès de son travail, Karamchand n'a pas trouvé le moyen de s'enrichir. Les Gandhi avaient beaucoup à manger, un nombre respectable de serviteurs et quelques beaux meubles, mais ils n'étaient nullement riches. L'argent que Karamchand a apporté ne couvrait que les dépenses du ménage.
Karamchand s'est marié quatre fois. Ses trois premiers mariages ont pris fin avec la mort de ses femmes. parmi lesquels deux sont morts immédiatement après avoir donné naissance à deux filles. Il a ensuite épousé Putlibai Gandhi en 1859 et leur mariage a duré jusqu'à sa mort en 1885. Ce mariage a donné naissance à quatre enfants - trois fils et une fille. Mahatma Gandhi était son plus jeune fils. Tous ses enfants se sont mariés de son vivant.
En 1885, Karamchand subit une grave attaque de fistule. Putlibai et ses enfants (surtout Mohandas) se sont occupés de lui. Bien qu'il soit gravement malade, il a continué à aller seul aux toilettes. Son état a commencé à se détériorer de jour en jour. Bien que des médecins de toutes les formes de traitement médical l’aient soigné, aucun résultat n’a été enregistré. Il a plus tard suggéré une intervention chirurgicale, mais son médecin de famille a refusé de le faire. Il avait déjà acheté des médicaments pour cela, mais ils sont devenus inutiles. Karamchand perd l'espoir de vivre. Peu de temps après, son état se détériore. Il meurt finalement dans une nuit sombre et venteuse, à l'âge de 63 ans. Son fils Mohandas (Mahatma Gandhi) se souvint plus tard de cette occasion: « Cette nuit-là, son oncle Tulsidas (le frère cadet de Karamchand) se rendit à leur domicile. Bien que la mort soit imminente, aucun L'un d'entre eux a accepté le fait qu'il s'agirait de son (Karamchand) la nuit dernière. Lorsque Tulsidas venait rendre visite à son grand frère malade, il s'assoyait derrière lui pendant la journée. Cette nuit-là, vers 10 h 30 ou 11 ans, puis à l'âge de 16 ans. Le vieux Mohandas pressait le cou de son père, Tulsidas est venu et lui a dit d'y aller.Il s'est contenté de s'allonger dans le lit où son épouse Kasturba dormait. En quelques secondes, leur servante l'a appelé pour lui dire que l'état de Karamchand était grave. déjà réalisé que son état était grave, ils ont réalisé qu'il était mort. »